# 卡米勒·夏蒙

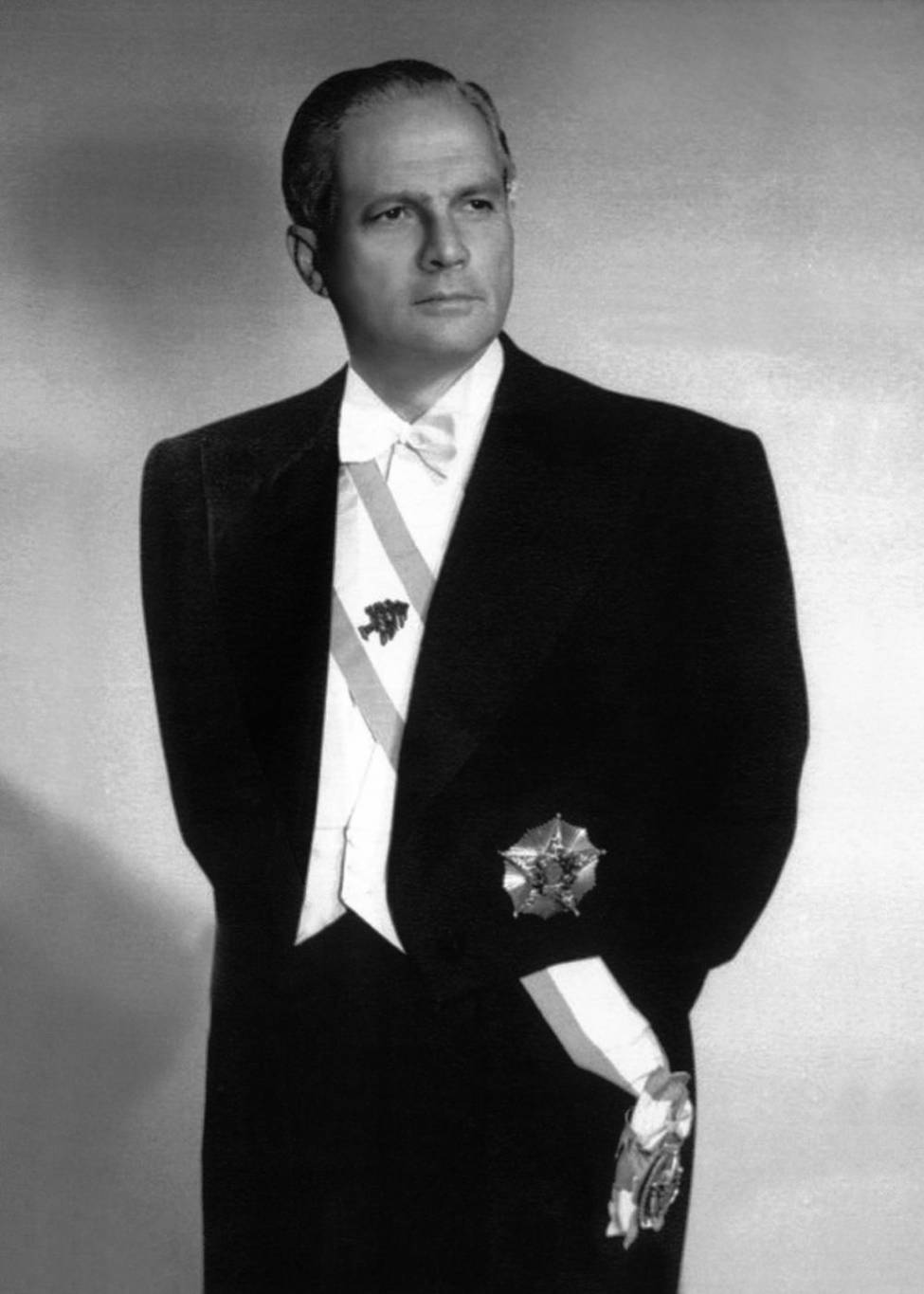
卡米勒·夏蒙

卡米勒·尼米尔·夏蒙（阿拉伯語：كميل نمر شمعون，羅馬化：Kamīl Nimr Shamʿūn，發音：[kaˈmiːl ʃamˈʕuːn]；1900年4月3日—1987年8月7日），黎巴嫩政治人物。他於1952年當選黎巴嫩總統，不過卻於1958年遭到罷免。另外，他也是黎巴嫩马龙派基督徒的領導者，並於黎巴嫩內戰中，始終贊成外國軍隊駐守黎巴嫩。